# تشوكووما أكابويزي
تشوكووما اكابويزي (بالإنجليزية: Chukwuma Akabueze)‏ (6 مايو 1989 في نيجيريا - ) هو لاعب كرة قدم نيجيري في مركز الوسط. شارك مع منتخب نيجيريا تحت 20 سنة لكرة القدم ومنتخب نيجيريا لكرة القدم. أما مع النوادي، فقد لعب مع كوارا يونايتد ونادي أود ونادي بران ونادي ووهان.

## وصلات خارجية
- تشوكووما أكابويزي على موقع اتحاد تركيا (لاعب) (الإنجليزية)
- تشوكووما أكابويزي على موقع قاعدة بيانات كرة القدم.إي يو (الإنجليزية)
- تشوكووما أكابويزي على موقع ناشيونال فوتبول تيمز (الإنجليزية)
- تشوكووما أكابويزي على موقع Soccerway.com (الإنجليزية)